# Svetovno prvenstvo v nogometu 1966
Svetovno prvenstvo v nogometu 1966 je bilo osmo Svetovno prvenstvo v nogometu. Država gostiteljica je bila Anglija, ki velja za domovino nogometa. Prvenstvo se je odvijalo med 11. in 30. julijem 1966. Udeležilo se ga je 16 državnih reprezentanc, med katerimi je bilo 10 evropskih, 4 južnoameriške ter po ena azijska ter severnoameriška. Afrika ni imela predstavnika, saj so se afriške reprezentance uprle pravilu FIFA, ki je določalo, da mora zmagovalec afriških kvalifikacij igrati dodatno tekmo z zmagovalcem iz Azije.
Dve reprezentanci sta se prvenstva udeležili prvič. Obe sta poskrbeli za presenečenji. Portugalska je v skupini z Madžarsko, Brazilijo in Bolgarijo zasedli prvo mesto in hkrati izločili branilce naslova. Prišli so celo do polfinala, vendar pa na koncu zasedli tretje mesto. Podoben uspeh je uspel |Severni Koreji. V skupini je osvojila drugo mesto za Sovjetsko zvezo in pred dvakratno svetovno prvakinjo Italijo, ji je tako še pred izločilnimi boji odšla domov. Severno Korejo je šele v četrtfinalu izločila Portugalska, ki pa je že v 25. minuti tekme izgubljala z 0-3. Ob koncu je Portugalska zmagala s 5-3, pri čemer je Eusebio zadel štirikrat. 
Zmagovalec prvenstva je prvič postala Anglija, kar je bil tretji primer v zgodovini prvenstev, da je naslov osvojila domača reprezentanco. Potrebno je poudariti, da je bil sistem tekmovanja domačinom pisan na kožo, saj so vse tekme predtekmovanja, kot tudi četrtfinale in polfinale igrali na glavnem londonskem štadionu Wembley, na katerem je bila odigrana tudi finalna tekma. Ta pa je prinesla verjetno najbolj sporen zadetek v zgodovini svetovnih prvenstev.

## Prizorišča
Na osmih prizoriščih se je zvrstilo 32 tekem, ki si jih je v živo ogledalo 1 614 677 gledalcev. To pomeni, da je bil povprečen obisk 50 459 gledalcev na tekmo.
| London                                                              | Liverpool                                             | Sheffield                                   | Sunderland                                | Manchester                                  |
| ------------------------------------------------------------------- | ----------------------------------------------------- | ------------------------------------------- | ----------------------------------------- | ------------------------------------------- |
| Wembley Stadium                                                     | Goodison Park                                         | Hillsborough Stadium                        | Roker Park                                | Old Trafford                                |
| 51°33′20″N 0°16′47″W / 51.55556°N 0.27972°W                         | 53°25′50.95″N 2°57′38.98″W / 53.4308194°N 2.9608278°W | 53°24′41″N 1°30′2″W / 53.41139°N 1.50056°W  | 54°54′52″N 1°23′18″W / 54.9144°N 1.3882°W | 53°27′47″N 2°17′29″W / 53.46306°N 2.29139°W |
| Kapaciteta: 76,567                                                  | Kapaciteta: 55,000                                    | Kapaciteta: 42,730                          | Kapaciteta: 40,310                        | Kapaciteta: 42,730                          |
|                                                                     |                                                       |                                             |                                           |                                             |
| LondonManchesterLiverpoolSunderlandMiddlesbroughBirminghamSheffield |                                                       |                                             |                                           |                                             |
| London                                                              | Birmingham                                            | Middlesbrough                               |                                           |                                             |
| White City Stadium                                                  | Villa Park                                            | Ayresome Park                               |                                           |                                             |
| 51°33′20″N 0°16′47″W / 51.55556°N 0.27972°W                         | 52°30′33″N 1°53′5″W / 52.50917°N 1.88472°W            | 54°33′51″N 1°14′49″W / 54.56417°N 1.24694°W |                                           |                                             |
| Kapaciteta: 76.567                                                  | Kapaciteta: 55.000                                    | Kapaciteta: 40.310                          |                                           |                                             |
|                                                                     |                                                       |                                             |                                           |                                             |

## Rezultati

### Predtekmovanje

#### 1. skupina
| Reprezentanca | OT | Z | N | P | DG | PG | GR   | TOČ |
| ------------- | -- | - | - | - | -- | -- | ---- | --- |
| Anglija       | 3  | 2 | 1 | 0 | 4  | 0  | ∞    | 5   |
| Urugvaj       | 3  | 1 | 2 | 0 | 2  | 1  | 2,00 | 4   |
| Mehika        | 3  | 0 | 2 | 1 | 1  | 3  | 0,33 | 2   |
| Francija      | 3  | 0 | 1 | 2 | 2  | 5  | 0,40 | 1   |

| 11. julij 1966 19:30 | Anglija    | 0 – 0 | Urugvaj | Stadion: Wembley Stadium, London Gledalcev: 87.000 Sodnik: Istvan Zsolt |
| 11. julij 1966 19:30 | (Poročilo) |       |         | Stadion: Wembley Stadium, London Gledalcev: 87.000 Sodnik: Istvan Zsolt |

| 13. julij 1966 19:30 | Francija    | 1 – 1      | Mehika    | Stadion: Wembley Stadium, London Gledalcev: 69.000 Sodnik: Menachem Ashkenazi |
| 13. julij 1966 19:30 | Hausser 62' | (Poročilo) | Borja 48' | Stadion: Wembley Stadium, London Gledalcev: 69.000 Sodnik: Menachem Ashkenazi |

| 15. julij 1966 19:30 | Urugvaj              | 2 – 1      | Francija                | Stadion: White City Stadium, London Gledalcev: 40.000 Sodnik: Karol Galba |
| 15. julij 1966 19:30 | Rocha 26' Cortés 31' | (Poročilo) | De Bourgoing 15' (pen.) | Stadion: White City Stadium, London Gledalcev: 40.000 Sodnik: Karol Galba |

| 16. julij 1966 15:00 | Anglija                  | 2 – 0      | Mehika | Stadion: Wembley Stadium, London Gledalcev: 92.000 Sodnik: Concetto Lo Bello |
| 16. julij 1966 15:00 | B. Charlton 37' Hunt 75' | (Poročilo) |        | Stadion: Wembley Stadium, London Gledalcev: 92.000 Sodnik: Concetto Lo Bello |

| 19. julij 1966 16:30 | Mehika     | 0 – 0 | Urugvaj | Stadion: Wembley Stadium, London Gledalcev: 61.000 Sodnik: Bertil Lööw |
| 19. julij 1966 16:30 | (Poročilo) |       |         | Stadion: Wembley Stadium, London Gledalcev: 61.000 Sodnik: Bertil Lööw |

| 20. julij 1966 19:30 | Anglija       | 2 – 0      | Francija | Stadion: Wembley Stadium, London Gledalcev: 98.000 Sodnik: Arturo Yamasaki |
| 20. julij 1966 19:30 | Hunt 38', 75' | (Poročilo) |          | Stadion: Wembley Stadium, London Gledalcev: 98.000 Sodnik: Arturo Yamasaki |

#### 2. skupina
| Reprezentanca   | OT | Z | N | P | DG | PG | GR   | TOČ |
| --------------- | -- | - | - | - | -- | -- | ---- | --- |
| Zahodna Nemčija | 3  | 2 | 1 | 0 | 7  | 1  | 7,00 | 5   |
| Argentina       | 3  | 2 | 1 | 0 | 4  | 1  | 4,00 | 5   |
| Španija         | 3  | 1 | 0 | 2 | 4  | 5  | 0,80 | 2   |
| Švica           | 3  | 0 | 0 | 3 | 1  | 9  | 0,11 | 0   |

| 12. julij 1966 19:30 | Zahodna Nemčija                                      | 5 – 0      | Švica | Stadion: Hillsborough Stadium, Sheffield Gledalcev: 36.000 Sodnik: Hugh Phillips |
| 12. julij 1966 19:30 | Held 16' Haller 21', 77' (pen.) Beckenbauer 40', 52' | (Poročilo) |       | Stadion: Hillsborough Stadium, Sheffield Gledalcev: 36.000 Sodnik: Hugh Phillips |

| 13. julij 1966 19:30 | Argentina       | 2 – 1      | Španija   | Stadion: Villa Park, Birmingham Gledalcev: 48.000 Sodnik: Dimiter Rumentchev |
| 13. julij 1966 19:30 | Artime 65', 77' | (Poročilo) | Pirri 67' | Stadion: Villa Park, Birmingham Gledalcev: 48.000 Sodnik: Dimiter Rumentchev |

| 15. julij 1966 19:30 | Španija                 | 2 – 1      | Švica       | Stadion: Hillsborough Stadium, Sheffield Gledalcev: 32.000 Sodnik: Tofik Bahramov |
| 15. julij 1966 19:30 | Sanchís 57' Amancio 75' | (Poročilo) | Quentin 31' | Stadion: Hillsborough Stadium, Sheffield Gledalcev: 32.000 Sodnik: Tofik Bahramov |

| 16. julij 1966 15:00 | Argentina  | 0 – 0 | Zahodna Nemčija | Stadion: Villa Park, Birmingham Gledalcev: 51.000 Sodnik: Konstantin Zečević |
| 16. julij 1966 15:00 | (Poročilo) |       |                 | Stadion: Villa Park, Birmingham Gledalcev: 51.000 Sodnik: Konstantin Zečević |

| 19. julij 1966 19:30 | Argentina            | 2 – 0      | Švica | Stadion: Hillsborough Stadium, Sheffield Gledalcev: 32.000 Sodnik: Joaquim Campos |
| 19. julij 1966 19:30 | Artime 52' Onega 79' | (Poročilo) |       | Stadion: Hillsborough Stadium, Sheffield Gledalcev: 32.000 Sodnik: Joaquim Campos |

| 20. julij 1966 19:30 | Zahodna Nemčija         | 2 – 1      | Španija   | Stadion: Villa Park, Birmingham Gledalcev: 51.000 Sodnik: Armando Marques |
| 20. julij 1966 19:30 | Emmerich 39' Seeler 84' | (Poročilo) | Fusté 23' | Stadion: Villa Park, Birmingham Gledalcev: 51.000 Sodnik: Armando Marques |

#### 3. skupina
| Reprezentanca | OT | Z | N | P | DG | PG | GR   | TOČ |
| ------------- | -- | - | - | - | -- | -- | ---- | --- |
| Portugalska   | 3  | 3 | 0 | 0 | 9  | 2  | 4,50 | 6   |
| Madžarska     | 3  | 2 | 0 | 1 | 7  | 5  | 1,40 | 4   |
| Brazilija     | 3  | 1 | 0 | 2 | 4  | 6  | 0,67 | 2   |
| Bolgarija     | 3  | 0 | 0 | 3 | 1  | 8  | 0,13 | 0   |

| 12. julij 1966 19:30 | Brazilija              | 2 – 0      | Bolgarija | Stadion: Goodison Park, Liverpool Gledalcev: 48.000 Sodnik: Kurt Tschenscher |
| 12. julij 1966 19:30 | Pelé 15' Garrincha 63' | (Poročilo) |           | Stadion: Goodison Park, Liverpool Gledalcev: 48.000 Sodnik: Kurt Tschenscher |

| 13. julij 1966 19:30 | Portugalska                     | 3 – 1      | Madžarska | Stadion: Old Trafford, Manchester Gledalcev: 37.000 Sodnik: Leo Callaghan |
| 13. julij 1966 19:30 | José Augusto 1', 67' Torres 90' | (Poročilo) | Bene 60'  | Stadion: Old Trafford, Manchester Gledalcev: 37.000 Sodnik: Leo Callaghan |

| 15. julij 1966 19:30 | Madžarska                             | 3 – 1      | Brazilija  | Stadion: Goodison Park, Liverpool Gledalcev: 52.000 Sodnik: Ken Dagnall |
| 15. julij 1966 19:30 | Bene 2' Farkas 64' Mészöly 73' (pen.) | (Poročilo) | Tostão 14' | Stadion: Goodison Park, Liverpool Gledalcev: 52.000 Sodnik: Ken Dagnall |

| 16. julij 1966 15:00 | Portugalska                            | 3 – 0      | Bolgarija | Stadion: Old Trafford, Manchester Gledalcev: 26.000 Sodnik: José María Codesal |
| 16. julij 1966 15:00 | Vutsov 17' (AG) Eusébio 38' Torres 81' | (Poročilo) |           | Stadion: Old Trafford, Manchester Gledalcev: 26.000 Sodnik: José María Codesal |

| 19. julij 1966 19:30 | Portugalska                 | 3 – 1      | Brazilija | Stadion: Goodison Park, Liverpool Gledalcev: 62.000 Sodnik: George McCabe |
| 19. julij 1966 19:30 | Simões 15' Eusébio 27', 85' | (Poročilo) | Rildo 70' | Stadion: Goodison Park, Liverpool Gledalcev: 62.000 Sodnik: George McCabe |

| 20. julij 1966 19:30 | Madžarska                             | 3 – 1      | Bolgarija     | Stadion: Old Trafford, Manchester Gledalcev: 22.000 Sodnik: Roberto Goicoechea |
| 20. julij 1966 19:30 | Davidov 43' (AG) Mészöly 45' Bene 54' | (Poročilo) | Asparuhov 15' | Stadion: Old Trafford, Manchester Gledalcev: 22.000 Sodnik: Roberto Goicoechea |

#### 4. skupina
| Reprezentanca   | OT | Z | N | P | DG | PG | GR   | TOČ |
| --------------- | -- | - | - | - | -- | -- | ---- | --- |
| Sovjetska zveza | 3  | 3 | 0 | 0 | 6  | 1  | 6,00 | 6   |
| Severna Koreja  | 3  | 1 | 1 | 1 | 2  | 4  | 0,50 | 3   |
| Italija         | 3  | 1 | 0 | 2 | 2  | 2  | 1,00 | 2   |
| Čile            | 3  | 0 | 1 | 2 | 2  | 5  | 0,40 | 1   |

| 12. julij 1966 19:30 | Sovjetska zveza                   | 3 – 0      | Severna Koreja | Stadion: Ayresome Park, Middlesbrough Gledalcev: 22.000 Sodnik: Juan Gardeazábal Garay |
| 12. julij 1966 19:30 | Malofejev 31', 88' Baniševski 33' | (Poročilo) |                | Stadion: Ayresome Park, Middlesbrough Gledalcev: 22.000 Sodnik: Juan Gardeazábal Garay |

| 13. julij 1966 19:30 | Italija                | 2 – 0      | Čile | Stadion: Roker Park, Sunderland Gledalcev: 30.000 Sodnik: Gottfried Dienst |
| 13. julij 1966 19:30 | Mazzola 8' Barison 88' | (Poročilo) |      | Stadion: Roker Park, Sunderland Gledalcev: 30.000 Sodnik: Gottfried Dienst |

| 15. julij 1966 19:30 | Čile              | 1 – 1      | Severna Koreja    | Stadion: Ayresome Park, Middlesbrough Gledalcev: 16.000 Sodnik: Ali Kandil |
| 15. julij 1966 19:30 | Marcos 26' (pen.) | (Poročilo) | Pak Seung-Zin 88' | Stadion: Ayresome Park, Middlesbrough Gledalcev: 16.000 Sodnik: Ali Kandil |

| 16. julij 1966 15:00 | Sovjetska zveza | 1 – 0      | Italija | Stadion: Roker Park, Sunderland Gledalcev: 27.800 Sodnik: Rudolf Kreitlein |
| 16. julij 1966 15:00 | Čislenko 57'    | (Poročilo) |         | Stadion: Roker Park, Sunderland Gledalcev: 27.800 Sodnik: Rudolf Kreitlein |

| 19. julij 1966 19:30 | Severna Koreja | 1 – 0      | Italija | Stadion: Ayresome Park, Middlesbrough Gledalcev: 18.000 Sodnik: Pierre Schwinte |
| 19. julij 1966 19:30 | Pak Doo-Ik 42' | (Poročilo) |         | Stadion: Ayresome Park, Middlesbrough Gledalcev: 18.000 Sodnik: Pierre Schwinte |

| 20. julij 1966 19:30 | Sovjetska zveza   | 2 – 1      | Čile       | Stadion: Roker Park, Sunderland Gledalcev: 22.000 Sodnik: John Adair |
| 20. julij 1966 19:30 | Porkujan 28', 85' | (Poročilo) | Marcos 32' | Stadion: Roker Park, Sunderland Gledalcev: 22.000 Sodnik: John Adair |

### Zaključni del
|  | Četrtfinale            | Četrtfinale     | Četrtfinale           |                    |                 | Polfinale       | Polfinale    | Polfinale    |              |  | Finale             | Finale | Finale |
|  |                        |                 |                       |                    |                 |                 |              |              |              |  |                    |        |        |
|  | 23. julij – London     |                 |                       |                    |                 |                 |              |              |              |  |                    |        |        |
|  |                        |                 |                       |                    |                 |                 |              |              |              |  |                    |        |        |
|  | Anglija                | Anglija         | 1                     |                    |                 |                 |              |              |              |  |                    |        |        |
|  | Anglija                | Anglija         | 1                     | 26. julij – London |                 |                 |              |              |              |  |                    |        |        |
|  | Argentina              | Argentina       | 0                     |                    |                 |                 |              |              |              |  |                    |        |        |
|  | Argentina              | Argentina       | 0                     | Anglija            | Anglija         | 2               |              |              |              |  |                    |        |        |
|  | 23. julij – Liverpool  |                 |                       | Anglija            | Anglija         | 2               |              |              |              |  |                    |        |        |
|  |                        | Portugalska     | Portugalska           | 1                  |                 |                 |              |              |              |  |                    |        |        |
|  | Portugalska            | Portugalska     | Portugalska           | 1                  | 5               |                 |              |              |              |  |                    |        |        |
|  | Portugalska            | Portugalska     |                       | 30. julij – London | 5               |                 |              |              |              |  |                    |        |        |
|  | Severna Koreja         | Severna Koreja  | 3                     |                    |                 |                 |              |              |              |  |                    |        |        |
|  | Severna Koreja         | Severna Koreja  | 3                     | Anglija (aet)      | Anglija (aet)   | 4               |              |              |              |  |                    |        |        |
|  | 23. julij – Sheffield  |                 |                       | Anglija (aet)      | Anglija (aet)   | 4               |              |              |              |  |                    |        |        |
|  |                        | Zahodna Nemčija | Zahodna Nemčija       | 2                  |                 |                 |              |              |              |  |                    |        |        |
|  | Zahodna Nemčija        | Zahodna Nemčija | Zahodna Nemčija       | 2                  | 4               |                 |              |              |              |  |                    |        |        |
|  | Zahodna Nemčija        | Zahodna Nemčija | 25. julij – Liverpool |                    | 4               |                 |              |              |              |  |                    |        |        |
|  | Urugvaj                | Urugvaj         | 0                     |                    |                 |                 |              |              |              |  |                    |        |        |
|  | Urugvaj                | Urugvaj         | 0                     | Zahodna Nemčija    | Zahodna Nemčija | 2               | Tretje mesto | Tretje mesto | Tretje mesto |  |                    |        |        |
|  | 23. julij – Sunderland |                 |                       | Zahodna Nemčija    | Zahodna Nemčija | 2               | Tretje mesto | Tretje mesto | Tretje mesto |  |                    |        |        |
|  |                        | Sovjetska zveza | Sovjetska zveza       | 1                  |                 |                 |              |              |              |  |                    |        |        |
|  | Sovjetska zveza        | Sovjetska zveza | Sovjetska zveza       | 1                  | 2               | Portugalska     | Portugalska  | 2            |              |  |                    |        |        |
|  | Sovjetska zveza        | Sovjetska zveza |                       |                    |                 | Portugalska     | Portugalska  | 2            |              |  |                    |        |        |
|  | Madžarska              | Madžarska       | 1                     |                    | Sovjetska zveza | Sovjetska zveza | 1            |              |              |  |                    |        |        |
|  | Madžarska              | Madžarska       | 1                     |                    |                 |                 | 1            |              |              |  |                    |        |        |
|  |                        |                 |                       |                    |                 |                 |              |              |              |  | 28. julij – London |        |        |
|  |                        |                 |                       |                    |                 |                 |              |              |              |  |                    |        |        |

#### Četrtfinale
| 23. julij 1966 15:00 | Portugalska                                               | 5 – 3      | Severna Koreja                                        | Stadion: Goodison Park, Liverpool Gledalcev: 51.780 Sodnik: Menachem Ashkenazi |
| 23. julij 1966 15:00 | Eusébio 27', 43' (pen.), 56', 59' (pen.) José Augusto 80' | (Poročilo) | Pak Seung-Zin 1' Lee Dong-Woon 22' Yang Sung-Kook 25' | Stadion: Goodison Park, Liverpool Gledalcev: 51.780 Sodnik: Menachem Ashkenazi |

| 23. julij 1966 15:00 | Zahodna Nemčija                            | 4 – 0      | Urugvaj | Stadion: Hillsborough Stadium, Sheffield Gledalcev: 34.000 Sodnik: Jim Finney |
| 23. julij 1966 15:00 | Haller 11', 83' Beckenbauer 70' Seeler 75' | (Poročilo) |         | Stadion: Hillsborough Stadium, Sheffield Gledalcev: 34.000 Sodnik: Jim Finney |

| 23. julij 1966 15:00 | Sovjetska zveza          | 2 – 1      | Madžarska | Stadion: Roker Park, Sunderland Gledalcev: 26.844 Sodnik: Juan Gardeazábal Garay |
| 23. julij 1966 15:00 | Čislenko 5' Porkujan 46' | (Poročilo) | Bene 57'  | Stadion: Roker Park, Sunderland Gledalcev: 26.844 Sodnik: Juan Gardeazábal Garay |

| 23. julij 1966 15:00 | Anglija   | 1 – 0      | Argentina | Stadion: Wembley Stadium, London Gledalcev: 90.000 Sodnik: Rudolf Kreitlein |
| 23. julij 1966 15:00 | Hurst 78' | (Poročilo) |           | Stadion: Wembley Stadium, London Gledalcev: 90.000 Sodnik: Rudolf Kreitlein |

#### Polinale
| 25. julij 1966 19:30 | Zahodna Nemčija            | 2 – 1      | Sovjetska zveza | Stadion: Goodison Park, Liverpool Gledalcev: 38.300 Sodnik: Concetto Lo Bello |
| 25. julij 1966 19:30 | Haller 42' Beckenbauer 67' | (Poročilo) | Porkujan 88'    | Stadion: Goodison Park, Liverpool Gledalcev: 38.300 Sodnik: Concetto Lo Bello |

| 26. julij 1966 19:30 | Anglija              | 2 – 1      | Portugalska        | Stadion: Wembley Stadium, London Gledalcev: 95.000 Sodnik: Pierre Schwinte |
| 26. julij 1966 19:30 | B. Charlton 30', 80' | (Poročilo) | Eusébio 82' (pen.) | Stadion: Wembley Stadium, London Gledalcev: 95.000 Sodnik: Pierre Schwinte |

#### Za tretje mesto
| 28. julij 1966 19:30 | Portugalska                   | 2 – 1      | Sovjetska zveza | Stadion: Wembley Stadium, London Gledalcev: 88.000 Sodnik: Ken Dagnall |
| 28. julij 1966 19:30 | Eusébio 12' (pen.) Torres 89' | (Poročilo) | Malofejev 43'   | Stadion: Wembley Stadium, London Gledalcev: 88.000 Sodnik: Ken Dagnall |

#### Finale
| 30. julij 1966 15:00 | Anglija                          | 4 – 2 (podaljšek) | Zahodna Nemčija      | Stadion: Wembley Stadium, London Gledalcev: 98.000 Sodnik: Gottfried Dienst |
| 30. julij 1966 15:00 | Hurst 18', 101', 120' Peters 78' | (Poročilo)        | Haller 12' Weber 89' | Stadion: Wembley Stadium, London Gledalcev: 98.000 Sodnik: Gottfried Dienst |

## Statistika

### Strelci
| 9 golov - Eusébio 6 golov - Helmut Haller 4 gole - Geoff Hurst - Franz Beckenbauer - Ferenc Bene - Valerij Porkujan 3 gole - Luis Artime - Bobby Charlton - Roger Hunt - José Augusto - José Torres - Edvard Malofejev | 2 gola - Rubén Marcos - Uwe Seeler - Kálmán Mészöly - Pak Seung-Zin - Igor Čislenko 1 gol - Ermindo Onega - Garrincha - Pelé - Rildo - Tostão - Georgi Asparuhov - Martin Peters - Héctor De Bourgoing - Gérard Hausser - Lothar Emmerich - Sigfried Held - Wolfgang Weber | - János Farkas - Paolo Barison - Sandro Mazzola - Enrique Borja - Lee Dong-Woon - Pak Doo-Ik - Yang Sung-Kook - António Simões - Anatolij Baniševski - Amancio - Josep Fusté - Pirri - Manuel Sanchís - René-Pierre Quentin - Julio César Cortés - Pedro Rocha Avtogoli - Ivan Davidov (za Madžarsko) - Ivan Vutsov (za Portugalsko) |